# Hoff gård
Hoff gård är en tidigare lantgård i Hoff i stadsdelen Ullern i Oslo i Norge. Mangårdsbyggnaden är en timmerbyggnad i schweizerstil, som uppfördes 1856. 
Gården tillhörde Hovedøya kloster på medeltiden. Den blev kronogods efter reformationen 1537 och förlänades 1578 till borgmästaren i Oslo Oluf Glad (död omkring 1594) som tack för dennes insatser under Nordiska sjuårskriget.
Hoff gård har tillhört familjen Hoff sedan 1805. Gårdsbebyggelsen på Hoff består av manbyggnaden, en drängstuga och en nyare rödmålad byggnad som stänger till gårdsrummet mot norr, samt en stor lada som återuppbyggdes 1984 efter en brand 1978 och nu används som kontorshus. 
Det var djurskötsel på gården fram till slutet av 1960-talet med kor och en häst, grisar och höns. Hoff gård är ett byggnadsminne.